# Pep Guardiola
Josep "Pep" Guardiola i Sala, född 18 januari 1971 i Santpedor, Katalonien, är en spansk (katalansk) före detta fotbollsspelare och nuvarande tränare för den engelska klubben Manchester City. Under sin spelarkarriär deltog han bland annat 11 säsonger i FC Barcelona och 47 matcher för det spanska landslaget (samt 7 matcher för den katalanska motsvarigheten).

## Klubbkarriär

### Barcelona

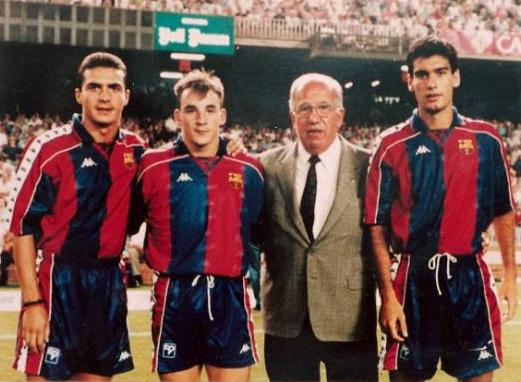
Guardiola (längst till höger) med FC Barcelona, 1992.

Guardiola kom som 13-åring till det spanska topplaget FC Barcelona och fick 1990, efter 6 säsonger i ungdomssystemet La Masia, chansen i A-laget. Mittfältaren blev snart en viktig del i tränare Johan Cruijffs “dream team”, som i övrigt främst bestod av katalaner och utländska spelare. Laget hade stora framgångar och vann La Liga fyra år i rad 1991–1994. 
År 1997 blev Guardiola lagkapten, men var borta från spel i cirka ett år på grund av en skada. Efter 11 år i klubben spelade mittfältaren sin sista match för klubben den 17 juni 2001 när Barcelona besegrade Valencia med 3–2.

### Serie A
2001–2003 spelade Guardiola i italienska Serie A för Brescia och AS Roma. Katalanen hade det kämpigt och var bland annat avstängd i fyra månader sedan han hade testat positivt för nandrolon. 2007 blev Guardiola dock friad från de anklagelser som lett till avstängningen.

### Al-Ahli (Doha) och Dorados de Sinaloa
De sista åren av sin spelarkarriär tillbringade Guardiola i Qatar och Mexiko som spelare i Al-Ahli (Doha) samt i Dorados de Sinaloa. Efter att Dorados de Sinaloa  hade blivit nedflyttat från den mexikanska förstadivisionen 2006 meddelade Guardiola avslutet på hans spelarkarriär.

## Landslagskarriär och Katalonien
Den 14 oktober 1992 debuterade Guardiola i det spanska landslaget i en 0–0-match mot Nordirland. Han fortsatte vara en del av landslaget till och med år 2001 och hade då spelat både VM 1994 och EM 2000.
Guardiola är en stor anhängare av det katalanska fotbollslandslaget. Han spelade mellan 1995 och 2005 (cirka) 7 matcher för laget.
Guardiolas katalanska intresse begränsar sig inte bara till det rent sportsliga. Guardiola reste i november 2014 från Tyskland till Katalonien för att kunna lägga sin röst för katalansk självständighet i den aktuella folkomröstningen, och han lät samtidigt publicera ett öppet brev där han bad Spanien att lyssna på och respektera katalanernas politiska vilja. Inför 2015 års katalanska regionalval den 27 september ställer han upp på en symbolisk sista plats på röstlängden för "självständighetslistan" Junts pel Sí.

## Tränarkarriär

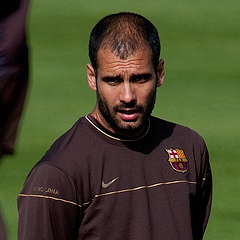
Guardiola som tränare för FC Barcelona, 2009.

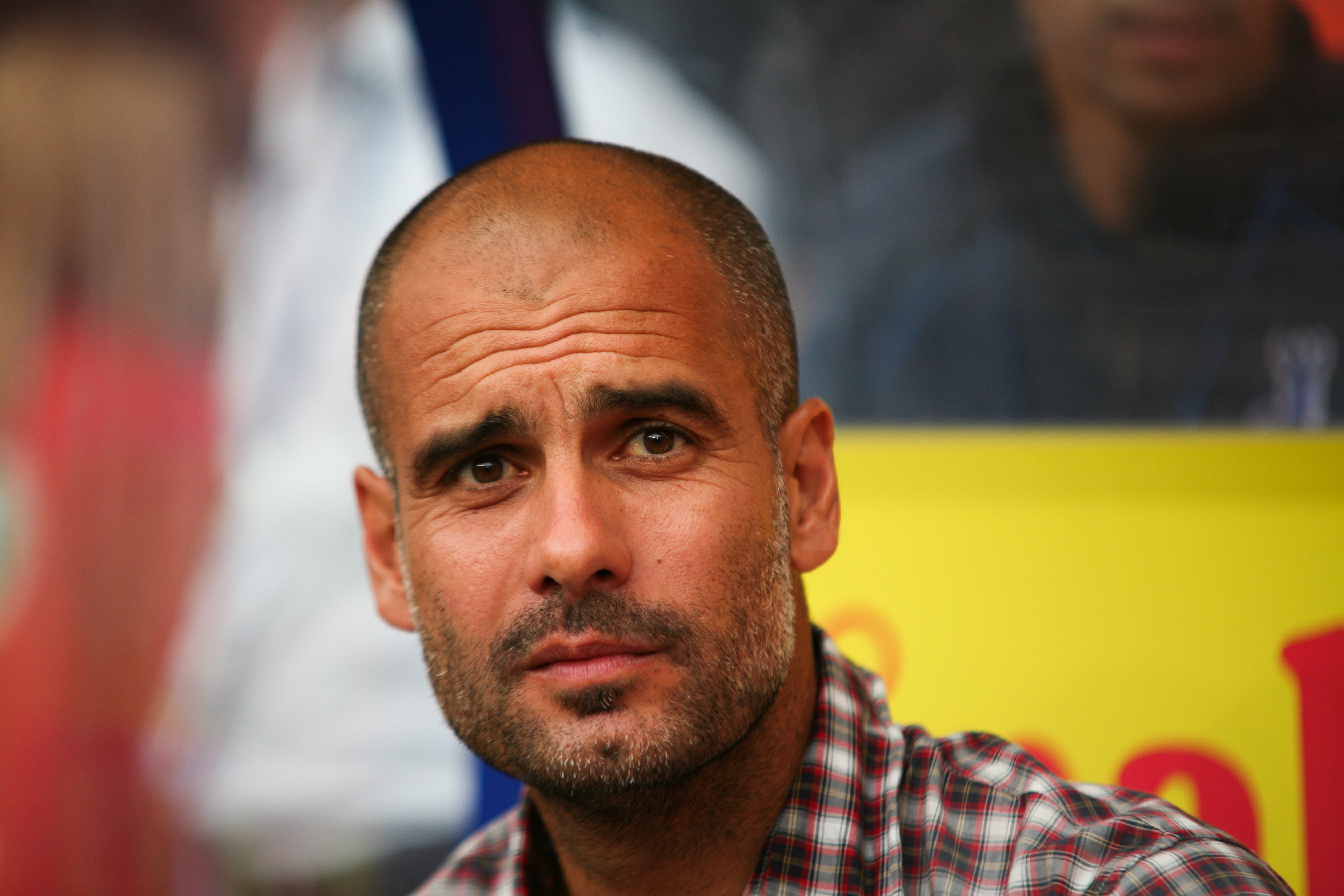
Guardiola som tränare för Bayern München, 2014.

Den 21 juni 2007 utsågs Guardiola till tränare för FC Barcelona Atlètic, som säsongen innan flyttades ned till den spanska fjärdedivisionen. Året blev framgångsrikt med ligaseger för katalanerna. Efter att tränare Frank Rijkaard lämnade klubben 2008 kom Guardiola i juni att tillträda som ny tränare för FC Barcelonas A-lag.
Under sin första säsong som tränare för Barcelona vann laget både ligan, Champions League och Copa del Rey. Den 29 november 2010 blev han den första tränaren att vinna fem El Clásico då Barcelona vann över Real Madrid för femte gången i rad sedan Guardiola tog över som tränare. Dessutom är Guardiola den enda Barça-tränaren genom tiderna som fått laget att vinna så många titlar.
Den 27 april 2012 meddelade Guardiola att han skulle sluta som tränare i Barcelona efter säsongen 2011/2012. Under sin tid lyckades han vinna 14 titlar på 4 år, vilket är rekord då ingen annan tränare har åstadkommit det.  
I januari 2013 meddelades det att Guardiola skulle tillträda tränarposten i Bayern München från och med juli 2013, efter att Jupp Heynckes hade bestämt sig för att gå i pension.
Den 1 februari 2016 tillkännagav Manchester City att Guardiola skulle ta över som tränare från och med säsongen 2016/17 på ett treårskontrakt. Den 17 maj 2018 förlängdes Guardiolas kontrakt med klubben fram till sommaren 2021. Den 19 november 2020 skrev han på ytterligare en kontraktsförlängning, denna gång till 2023. Den 23 november 2022 förlängdes kontraktet ytterligare, denna gång till 2025. Han ledde Manchester City till klubbens första Champions League-titel någonsin säsongen 2022/2023.

## Tränarstatistik
| Lag               | Nat      | Från        | Till         | Rekord | Rekord | Rekord | Rekord | Rekord | Rekord | Rekord | Rekord  |
| Lag               | Nat      | Från        | Till         | M      | V      | O      | F      | GM     | IM     | MS     | Vinst % |
| ----------------- | -------- | ----------- | ------------ | ------ | ------ | ------ | ------ | ------ | ------ | ------ | ------- |
| FC Barcelona      | Spanien  | 1 juli 2008 | 30 juni 2012 | 247    | 179    | 47     | 21     | 638    | 181    | +457   | 72,47   |
| FC Bayern München | Tyskland | 1 juli 2013 | 30 juni 2016 | 161    | 124    | 16     | 21     | 414    | 128    | +286   | 77,02   |
| Manchester City   | England  | 1 juli 2016 | nu           | 534    | 384    | 67     | 83     | 1 337  | 503    | +834   | 71,91   |
| Totalt            | Totalt   | Totalt      | Totalt       | 905    | 687    | 130    | 125    | 2 389  | 812    | +1577  | 75,91   |

## Meriter

### Som spelare
FC Barcelona
- La Liga: 1990/1991, 1991/1992, 1992/1993, 1993/1994, 1997/1998, 1998/1999
- Europacupen för mästarlag: 1991/1992
- Cupvinnarcupen i fotboll: 1996/1997
- Spanska cupen: 1996/1997, 1997/1998
- Spanska supercupen: 1992, 1993, 1995, 1997
- Uefa Super Cup: 1993, 1997

Spanien
- Olympiska spelen: 1992

### Som tränare
FC Barcelona
- La Liga: 2008/2009, 2009/2010, 2010/2011
- Uefa Champions League: 2008/2009, 2010/2011
- Spanska cupen: 2008/2009, 2011/2012
- Spanska supercupen: 2009, 2010, 2011
- Uefa Super Cup: 2009, 2011
- Världsmästerskapet i fotboll för klubblag: 2009, 2011

FC Bayern München
- Bundesliga: 2013/2014, 2014/2015, 2015/2016
- Tyska cupen: 2013/2014
- Uefa Super Cup: 2013
- Världsmästerskapet i fotboll för klubblag: 2013

Manchester City FC
- Premier League: 2017/2018, 2018/2019, 2020/2021, 2021/2022, 2022/2023, 2023/2024
- Uefa Champions League: 2022/2023
- FA-cupen: 2018/2019, 2022/2023
- Engelska Ligacupen: 2017/2018, 2018/2019, 2019/2020, 2020/2021
- FA Community Shield: 2018, 2019, 2024
- Uefa Super Cup: 2023
- Världsmästerskapet i fotboll för klubblag: 2023